# Keibrillenvogel
Der Keibrillenvogel (Zosterops grayi) auch Graybrillenvogel ist eine Vogelart aus Familie der Brillenvögel. Er ist endemisch auf der zu den Kai-Inseln gehörenden Insel Kai Besar in der östlichen Bandasee.

## Merkmale
Der Keibrillenvogel erreicht eine Länge von 13 Zentimetern. Der Vorderkopf ist gelblich. Der breite, weiße Augenring ist vorne durch einen schwarzen Flecken unterbrochen. Der hintere Oberkopf ist dunkelbräunlich, der restliche Teil des Scheitels und die Oberseite sind leuchtend gelblich olivgrün. Die Handschwingen und Schwanzfedern sind schwarz-braun mit breiten citrin-gelben Rändern. Die Kehle, die Oberbrust und die Unterschwanzdecken sind chrom-zitronengelb. Die Oberbrust zeigt einen etwas grünlichen Anflug. Die Gelbfärbung der Kehle und des Steißes kontrastiert mit einem satinweißen Bauch. Die Iris ist schokoladenbraun. Der Schnabel ist schwarz mit einer gräulichen Unterschnabelbasis. Die Beine sind gelblich-bleifarben oder gräulich. Die Geschlechter sehen gleich aus. Die Jungvögel sind bisher unbeschrieben.
Der Gesang besteht aus einer Serie von schrillen, quietschenden, schnatternden Tönen, die von drei kurzen, schrillen Tönen unterbrochen und in einer schnellen Folge wiederholt werden. Der Ruf ist eine Serie von raschen, unmusikalischen, quietschenden Schnattertönen, von denen einige eine etwas blubbernde Qualität aufweisen. Des Weiteren sind  „pipip“- oder „trrr“-Töne zu hören, die an den Ruf des Ganges-Brillenvogels (Zosterops palpebrosus) erinnern.

## Lebensraum
Der Keibrillenvogel bewohnt Primär- und Sekundärwälder, offenes Waldland sowie Gärten von Meereshöhe bis in Höhenlagen von 610 Metern.

## Lebensweise
Seine Lebensweise ist nur wenig beschrieben. Er ist gewöhnlich paarweise, gelegentlich einzeln oder in gemischten Vogelschwärmen zu beobachten. Bei der Nahrungssuche hüpft er bedächtig von Zweig und zu Zweig im mittleren Stockwerk der Bäume zwischen zwei und zehn Metern über dem Boden. Über die Fortpflanzung liegen keine Informationen vor.

## Bestand und Gefährdung
Der Keibrillenvogel hat ein sehr kleines Verbreitungsgebiet und steht aufgrund von Lebensraumverlust auf der Vorwarnliste (near threatened) der IUCN. Er ist mäßig häufig in allen bewaldeten Gebieten auf Kai Besar. Die Inseln der Bandasee, zu denen die Kai-Inseln gehören, sind von BirdLife International als Endemic Bird Area ausgewiesen.